# Феминистичка уметност
Као феминистичка уметност обележава се уметност жена, које се експлицитно бави проблемима жена идентитетом и искуством. Термин је настао у 1960им годинама у САД у вези са појавом покрета феминизма. У 1970им годинама ангажоване жене су се бориле против владавине мушког света такође и у уметности. Радови феминистичких уметница се се концентрисали често на сексуалну владавину мушкараца. 1970е године биле су врхунац у феминистичкој уметности која се развијала углавном у САД, Енглеској и Немачкој.

## Познате феминистичке уметнице су
- Мирјам Шапиро,
- Карола Шнеман (Carolee Schneeman),
- Цинди Шерман,
- Џуди Чикаго као и
- Ники де Сеинт- Фале (Niki de Saint-Phalle) која се такође убраја у феминистичке уметнице.